# Praeantarctia albida
Praeantarctia albida är en fjärilsart som beskrevs av Frederick H. Rindge 1971. Praeantarctia albida ingår i släktet Praeantarctia och familjen mätare. Inga underarter finns listade i Catalogue of Life.